# Назаренко Олександр Євгенійович
Олександр Євгенійович Назаренко (нар. 1 лютого 2000, Дніпропетровськ, Україна) — український футболіст, правий вінгер житомирського «Полісся» та збірної України. Бронзовий призер молодіжного чемпіонату Європи 2023 у складі збірної України U-21.

## Життєпис
Вихованець молодіжної академії дніпропетровського «Дніпра». До пониження клубу у класі внаслідок накладення санкцій з боку ФІФА, виступав за дніпропетровський колектив в молодіжному чемпіонаті Прем'єр-лізі. За першу команду «Дніпра» дебютував вже в Другій лізі, 15 липня 2017 року в програному (1:2) виїзному поєдинку проти одеського клубу «Реал Фарма».
По завершенні сезну 2017/18 років у Другій лізі перейшов до новоствореного «Дніпра-1». У сезоні 2018/19 років в Першій лізі був визнаний ПФЛ найкращим гравцем вересня.
Викликався до складу юнацьких збірних України різних вікових категорій.

## Статистика

### Матчі за збірну
Станом на 19 листопада 2024 року
| Дата       | Місто   | Господарі | Результат | Гості   | Турнір                                    | Голи | Примітки |
| ---------- | ------- | --------- | --------- | ------- | ----------------------------------------- | ---- | -------- |
| 11-10-2024 | Познань | Україна   | 1 – 0     | Грузія  | Ліга націй УЄФА 2024—2025 - груповий етап | -    | 85'      |
| 16-11-2024 | Батумі  | Грузія    | 1 – 1     | Україна | Ліга націй УЄФА 2024—2025 - груповий етап | -    | 86'      |
| 19-11-2024 | Тирана  | Албанія   | 1 – 2     | Україна | Ліга націй УЄФА 2024—2025 - груповий етап | -    | 85'      |
| Усього     |         | Матчів    | 3         |         | Голів                                     | 0    |          |

## Досягнення
Молодіжна збірна України:
 Бронзовий призер молодіжного чемпіонату Європи: 2023